# National Statuary Hall

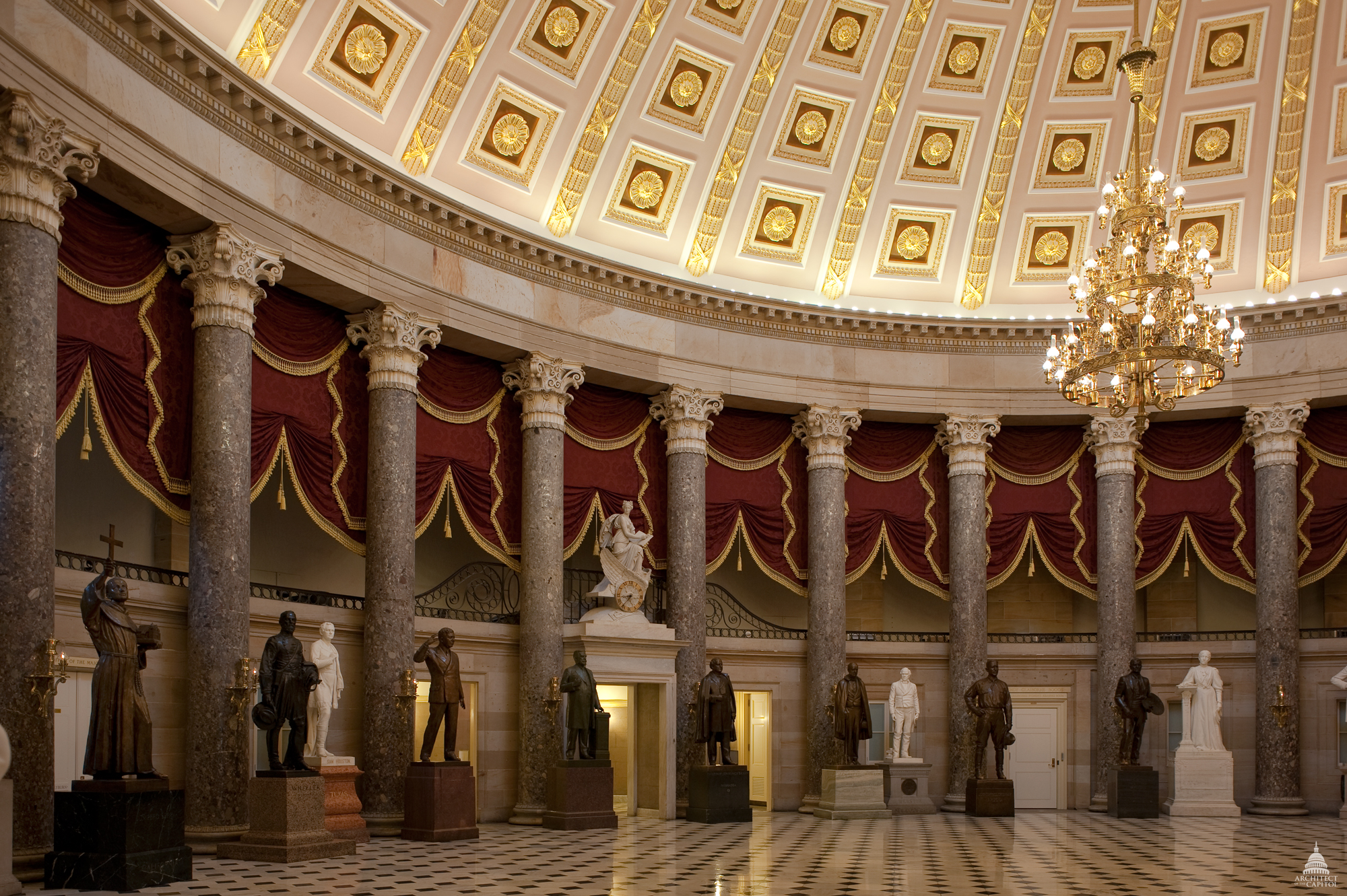
O National Statuary Hall em 2011

O National Statuary Hall (em português:  Salão Nacional das Estátuas) é uma câmara no Capitólio dos Estados Unidos dedicada a esculturas de americanos proeminentes. O salão, também conhecido como Old Hall of the House (em português:  Antigo Salão da Câmara), é uma sala grande, semicircular, de dois andares, com uma galeria no segundo andar ao longo do perímetro curvo. Ele está localização imediatamente ao sul da Rotunda. O local de reunião da Câmara dos Representantes dos Estados Unidos por quase 50 anos (1807–1857), após alguns anos de desuso, foi reaproveitado como um salão de estátuas em 1864; foi quando a Coleção do National Statuary Hall foi estabelecida. Em 1933, a coleção havia superado esta única sala, e várias estátuas foram colocadas em outro lugar dentro do Capitólio.

## Descrição
O Hall é construído no formato de um antigo anfiteatro e é um dos primeiros exemplos de arquitetura neoclássica nos Estados Unidos. Enquanto a maioria das superfícies das paredes são de gesso pintado, as paredes baixas da galeria e as pilastras são de arenito. Ao redor do perímetro da sala, há colunas colossais de mármore brecha variegado extraído ao longo do rio Potomac. Os capitéis coríntios de mármore branco foram esculpidos em Carrara, Itália. Uma lanterna no teto de aço fundido à prova de fogo admite luz natural no Hall. O piso da câmara é revestido com ladrilhos de mármore preto e branco; o mármore preto foi comprado especificamente para a câmara, enquanto o mármore branco era material de sucata do projeto de extensão do Capitólio.
Apenas duas das muitas estátuas atualmente na sala foram encomendadas para exibição no Hall original da Câmara. O gesso neoclássico Liberdade e a Águia de Enrico Causici tem vista para o Hall de um nicho acima da colunata atrás do que antes era o pódio do presidente da Câmara. A águia em relevo de arenito no friso do entablamento abaixo foi esculpida por Giuseppe Valaperta. Acima da porta que leva à Rotunda está o Carro da História de Carlo Franzoni. Esta escultura em mármore neoclássica retrata Clio, a Musa da História, andando na carruagem do Tempo e registrando eventos na câmara abaixo. A roda da carruagem contém o relógio da câmara; as obras são de Simon Willard.

## História
Esta câmara é o segundo salão e o terceiro local de reunião construído para a Câmara dos Representantes neste local. Antes disso, os membros da Câmara se reuniam em um edifício temporário, oval e atarracado, conhecido como "the Oven" (em português:  "o Forno"), que foi erguido às pressas em 1801. O primeiro Salão permanente, projetado por Benjamin Henry Latrobe, foi concluído em 1807; no entanto, foi destruído quando tropas britânicas invasoras queimaram o Capitólio em agosto de 1814 durante a Guerra de 1812. O Salão foi reconstruído em sua forma atual por Latrobe e seu sucessor, Charles Bulfinch, entre 1815 e 1819. O teto liso e curvo promovia ecos irritantes, dificultando a condução dos negócios. Várias tentativas de melhorar a acústica, incluindo pendurar cortinas e inverter a disposição dos assentos, não tiveram sucesso. A única solução para esse problema foi construir um Salão inteiramente novo, um no qual os debates pudessem ser facilmente compreendidos. Em 1850, um novo salão foi autorizado, e a Câmara mudou-se para sua câmara atual na nova ala da Câmara em 1857.

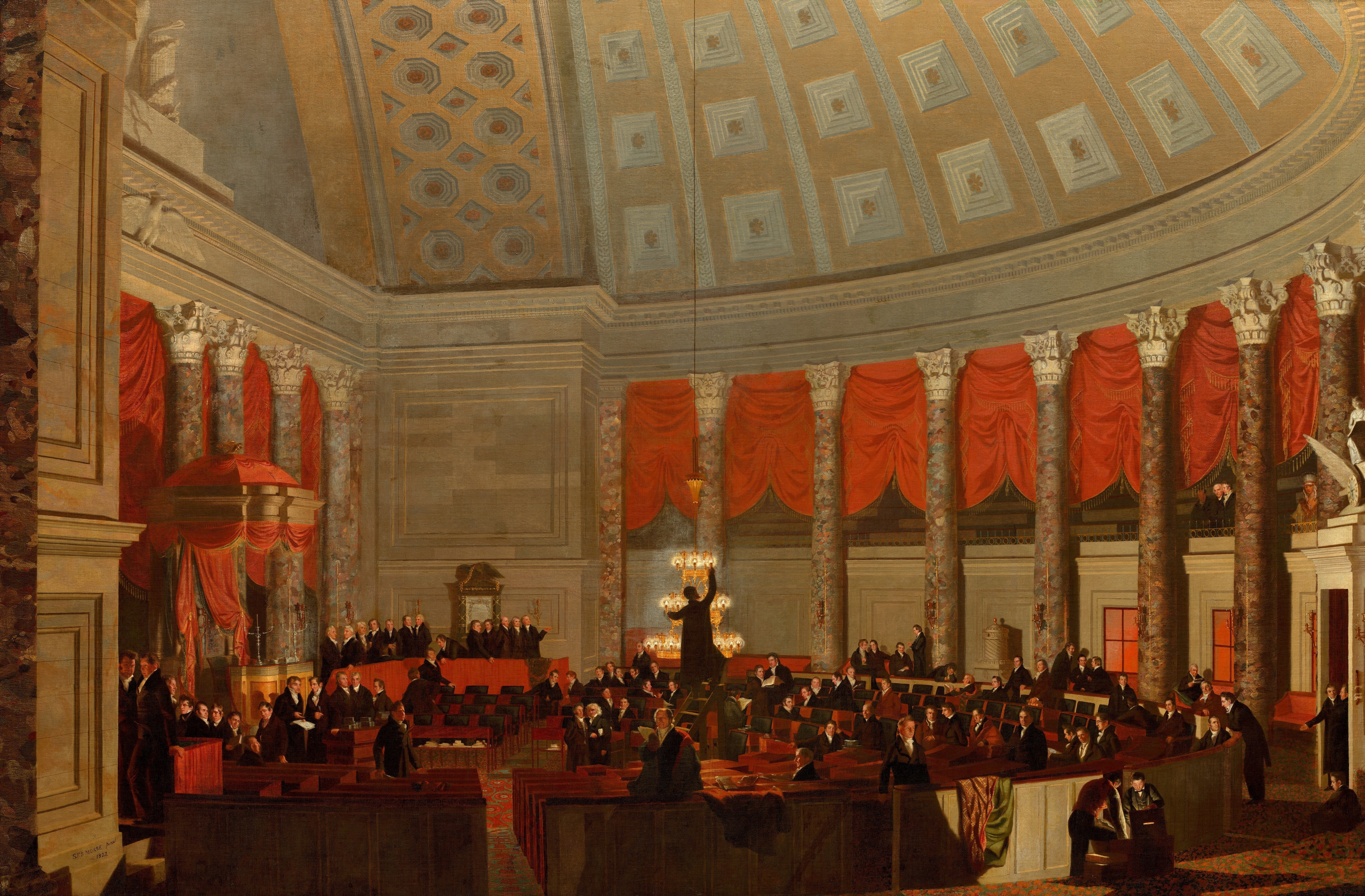
A pintura a oléo de Samuel Morse, A Câmara dos Representantes, de 1823, retrata uma sessão da Câmara dos Representantes dos Estados Unidos no antigo Salão da Câmara.

Muitos eventos importantes ocorreram neste local enquanto ela servia como o Hall da Câmara. Foi nesta sala em 1824 que o Marquês de Lafayette se tornou o primeiro cidadão estrangeiro a discursar no Congresso. Os presidentes James Madison, James Monroe, John Quincy Adams, Andrew Jackson e Millard Fillmore foram empossados aqui. John Quincy Adams, em particular, tem sido associado à Câmara há muito tempo. Foi aqui em 1825 que ele foi eleito presidente pela Câmara dos Representantes, nenhum dos candidatos tendo garantido a maioria dos votos eleitorais. Após sua presidência, Adams serviu como Membro no Hall por 17 anos. Ele desmaiou em sua mesa de um derrame em 21 de fevereiro de 1848 e morreu dois dias depois no escritório adjacente, na época, do Presidente da Câmara.
O destino do Hall desocupado permaneceu incerto por muitos anos, embora várias propostas tenham sido apresentadas para seu uso. Talvez a mais simples fosse que ele fosse convertido em espaço adicional para a Biblioteca do Congresso, que ainda estava alojada no Capitólio. Mais drástica foi a sugestão de que todo o Hall fosse desmontado e substituído por dois andares de salas de comitês. Eventualmente, a ideia de usar a câmara como uma galeria de arte foi aprovada, e obras destinadas às extensões do Capitólio foram colocadas em exposição; entre elas estava o modelo de gesso para a Estátua da Liberdade, que mais tarde foi fundido em bronze para a cúpula do Capitólio. A falta de espaço nas paredes efetivamente impediu a suspensão de grandes pinturas, mas a sala parecia bem adequada para a exibição de estátuas.

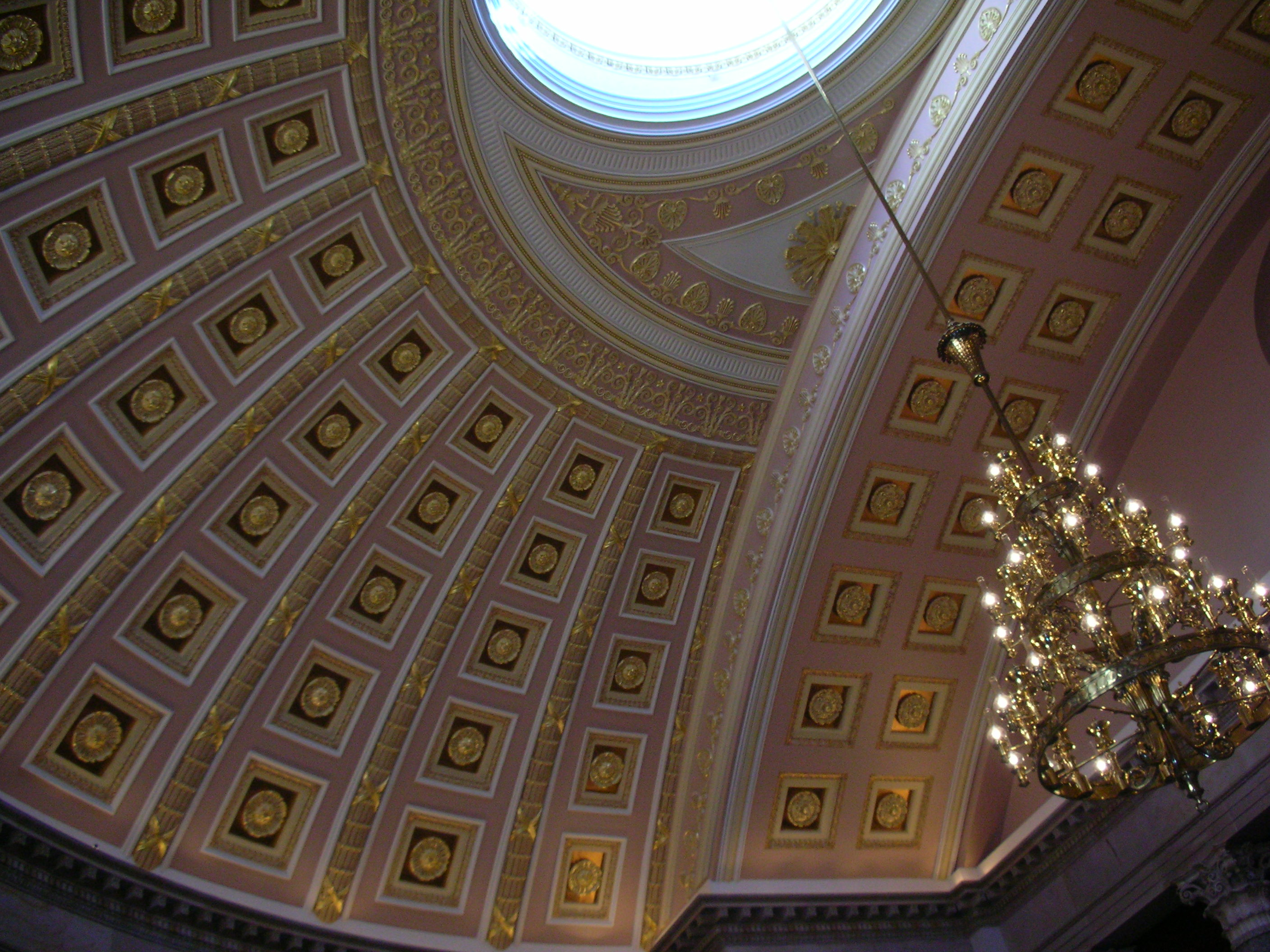
O teto artesoado de dupla reentrância no National Statuary Hall

Em 1864, de acordo com a legislação patrocinada pelo deputado Justin S. Morrill, o Congresso convidou cada estado a contribuir com duas estátuas de cidadãos proeminentes para exibição permanente na sala, que foi renomeada National Statuary Hall. A legislação também previa a substituição do piso da câmara, que foi nivelado e coberto com o ladrilho de mármore atualmente no Hall. Essa modificação, juntamente com a substituição do teto de madeira original (que foi pintado para simular caixotões tridimensionais) pelo atual no início do século XX, eliminou a maioria dos ecos que antes atormentavam a sala.
A primeira estátua foi colocada em 1870. Em 1971, todos os 50 estados contribuíram com pelo menos uma estátua e, em 1990, todos, exceto cinco estados, contribuíram com duas estátuas. Inicialmente, todas as estátuas estaduais foram colocadas no Hall. À medida que a coleção se expandia, no entanto, ela superou o Hall e, em 1933, o Congresso autorizou a exibição das estátuas em todo o edifício por razões estéticas e estruturais. Atualmente, 38 estátuas estão localizadas no National Statuary Hall.
A sala foi parcialmente restaurada em 1976 para a celebração do bicentenário. Naquela época, as lareiras originais foram descobertas e réplicas de antigas lareiras foram instaladas. Reproduções do lustre, arandelas e cortinas vermelhas foram criadas para o projeto de restauração com base em A Câmara dos Representantes, uma pintura a óleo de Samuel Morse feita em 1822, que agora está pendurada na Corcoran Gallery of Art. Marcadores de bronze foram colocados no chão para homenagear os presidentes que serviram na Câmara dos Representantes enquanto ela se reunia aqui.
Em 2008, 23 estátuas foram movidas do salão para o novo Centro de Visitantes do Capitólio.
Três pessoas foram veladas no National Statuary Hall:
- Elijah Cummings (24 de outubro de 2019)
- Ruth Bader Ginsburg (25 de setembro de 2020)[5]
- Don Young (29 de março de 2022)

Em 6 de janeiro de 2021, manifestantes pró-Trump que se opunham à vitória do presidente eleito Joe Biden nas eleições de 2020 entraram no Capitólio dos EUA durante a certificação do Congresso da contagem de votos e obtiveram acesso ao National Statuary Hall.
Hoje, o Statuary Hall é uma das salas mais visitadas do Capitólio. É visitado por centenas de turistas todos os dias e continua a ser usado para ocasiões cerimoniais. Eventos especiais realizados na sala incluem atividades em homenagem a dignitários estrangeiros e a cada quatro anos o Congresso recebe um recém-empossado Presidente dos Estados Unidos para um almoço.

## Estátuas

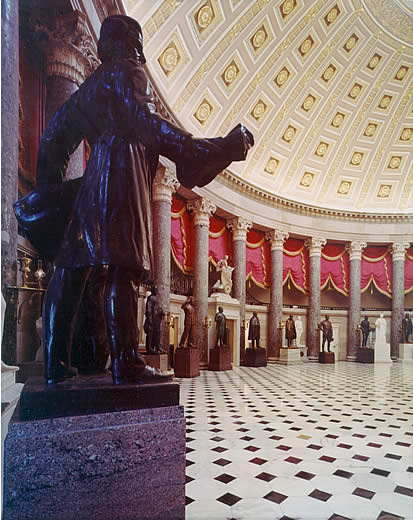
O National Statuary Hall com a estátua de Jason Lee em primeiro plano

A seguir está uma lista alfabética (de sobrenome) das pessoas retratadas nas estátuas, juntamente com o estado representado por cada estátua. Algumas estátuas foram substituídas a pedido dos estados ao longo do tempo.
- Samuel Adams, Massachusetts
- Ethan Allen, Vermont
- Stephen F. Austin, Texas
- Edward L. Bartlett, Alasca
- Daisy Lee Gatson Bates, Arkansas
- William Henry Harrison Beadle, Dakota do Sul
- Thomas Hart Benton, Missouri
- Francis Preston Blair Jr., Missouri
- William Borah, Idaho
- Norman Borlaug, Iowa
- John Burke, Dakota do Norte
- John C. Calhoun, Carolina do Sul
- Charles Carroll, Maryland
- Johnny Cash, Arkansas
- Lewis Cass, Michigan
- Willa Cather, Nebraska
- Dennis Chavez, Novo México
- Henry Clay, Kentucky
- John M. Clayton, Delaware
- George Clinton, Nova Iorque
- Jacob Collamer, Vermont
- Father Damien, Havaí
- Jefferson Davis, Mississippi
- Thomas Edison, Ohio
- Dwight D. Eisenhower, Kansas
- Philo T. Farnsworth, Utah
- Gerald Ford, Michigan
- Robert Fulton, Pensilvânia
- James A. Garfield, Ohio
- James Zachariah George, Mississippi
- Barry Goldwater, Arizona
- John Gorrie, Flórida
- Billy Graham, Carolina do Norte
- Nathanael Greene, Rhode Island
- Ernest Gruening, Alasca
- Hannibal Hamlin, Maine
- Wade Hampton III, Carolina do Sul
- John Hanson, Maryland
- Samuel Houston, Texas
- John James Ingalls, Kansas
- Andrew Jackson, Tennessee
- Mother Joseph, Washington
- Kamehameha I, Havaí
- Philip Kearny, Nova Jérsei
- Helen Keller, Alabama
- John E. Kenna, Virgínia Ocidental
- William King, Maine
- Fr. Eusebio Kino, Arizona
- Samuel Jordan Kirkwood, Iowa
- Robert M. La Follette, Sr., Wisconsin
- Jason Lee, Oregon
- Robert Edward Lee, Virgínia
- Robert R. Livingston, Nova Iorque
- Crawford W. Long, Geórgia
- Huey P. Long, Luisiana
- Fr. Jacques Marquette, Wisconsin
- Patrick Anthony McCarran, Nevada
- Ephraim McDowell, Kentucky
- John McLoughlin, Oregon
- Esther Hobart Morris, Wyoming
- Oliver Hazard Perry Morton, Indiana
- John Peter Gabriel Muhlenberg, Pensilvânia
- Rosa Parks, não representando nenhum estado
- Francis Harrison Pierpont, Virgínia Ocidental
- Po'pay, Novo México
- Jeannette Rankin, Montana
- Ronald Reagan, Califórnia
- Henry Mower Rice, Minnesota
- Caesar Rodney, Delaware
- Will Rogers, Oklahoma
- Charles Marion Russell, Montana
- Florence R. Sabin, Colorado
- Sacagawea, North Dakota
- Maria Sanford, Minnesota
- Sequoyah, Oklahoma
- Junipero Serra, Califórnia
- John Sevier, Tennessee
- Roger Sherman, Connecticut
- James Shields, Illinois
- George Laird Shoup, Idaho
- Edmund Kirby Smith, Flórida (a ser substituído por Mary McLeod Bethune)
- Chief Standing Bear, Nebraska
- John Stark, Nova Hampshire
- Alexander H. Stephens, Geórgia
- Richard Stockton, Nova Jérsei
- John L. Swigert, Colorado
- Jonathan Trumbull, Connecticut
- Zebulon B. Vance, Carolina do Norte
- Lewis Wallace, Indiana
- Joseph Ward, Dakota do Sul
- Washakie, Wyoming
- George Washington, Virgínia
- Daniel Webster, Nova Hampshire
- Joseph Wheeler, Alabama
- Edward Douglass White, Luisiana
- Marcus Whitman, Washington
- Frances E. Willard, Illinois
- Roger Williams, Rhode Island
- Sarah Winnemucca, Nevada
- John Winthrop, Massachusetts
- Brigham Young, Utah

## Estátuas substituídas
- George Washington Glick, Kansas (removido em favor de Dwight D. Eisenhower em 2003)
- Thomas Starr King, Califórnia (removido em favor de Ronald Reagan em 2009)
- Jabez Lamar Monroe Curry, Alabama (removido em favor de Helen Keller em 2009); ver Estátua de Jabez Lamar Monroe Curry
- Zachariah Chandler, Michigan (removido em favor de Gerald R. Ford em 2011)
- James Harlan, Iowa (removido em favor de Norman Borlaug em 2014)[7]
- John James Ingalls, Kansas (removido em favor de Amelia Earhart em 2022)[8]
- William Jennings Bryan, Nebraska (removido em favor do Chefe Standing Bear em 2019)[9]
- John Campbell Greenway, Arizona (removido em favor de Barry Goldwater em 2015)[10]
- William Allen, Ohio (removido em favor de Thomas A. Edison em 2016); ver Estátua de William Allen
- Robert E. Lee, Virgínia (removido em 2020, a ser substituído mais tarde por Barbara Rose Johns)[11]
- Thomas Hart Benton, Missouri (removido em favor de Harry S. Truman em 2022)[12]
- Edmund Kirby Smith, Flórida (removido em favor de Mary McLeod Bethune em 2022)[13]
- Julius Sterling Morton, Nebraska (removido em favor de Willa Cather, decidido em 2023)[14]
- Uriah Milton Rose, Arkansas (removido em favor de Daisy Lee Gatson Bates em 2024)
- Charles Brantley Aycock, Carolina do Norte (removido em favor de Billy Graham em 2024)[15]
- James Paul Clarke, Arkansas (removido em favor de Johnny Cash em 2024)[16]

### Estátuas a serem substituídas no futuro
- Philo Farnsworth, Utah (a ser substituído por Martha Hughes Cannon, decidido em 2019)[17][18]
- Marcus Whitman, Washington (a ser substituído por Billy Frank Jr., decidido em  2021)[19][20]